# David Santee
David Neil Santee (Oak Park, 22 luglio 1957) è un ex pattinatore artistico su ghiaccio statunitense, specializzato nel singolo.

## Palmarès
| Internazionali                    | Internazionali | Internazionali | Internazionali | Internazionali | Internazionali | Internazionali | Internazionali | Internazionali | Internazionali | Internazionali | Internazionali | Internazionali | Internazionali |
| Evento                            | 1969–70        | 1970–71        | 1971–72        | 1972–73        | 1973–74        | 1974–75        | 1975–76        | 1976–77        | 1977–78        | 1978–79        | 1979–80        | 1980–81        | 1981–82        |
| --------------------------------- | -------------- | -------------- | -------------- | -------------- | -------------- | -------------- | -------------- | -------------- | -------------- | -------------- | -------------- | -------------- | -------------- |
| Giochi olimpici invernali         |                |                |                |                |                |                | 6°             |                |                |                | 4°             |                |                |
| Campionati mondiali               |                |                |                |                |                |                | 5°             | 4°             | 6°             | 8°             | 4°             | 2°             | 8°             |
| Skate Canada                      |                |                |                |                |                |                |                |                | 3°             |                |                |                | 3°             |
| NHK Trophy                        |                |                |                |                |                |                |                |                |                |                | 3°             |                |                |
| Nebelhorn Trophy                  |                |                |                |                |                | 1°             |                |                |                |                |                |                |                |
| Prague Skate                      |                |                |                |                | 2°             |                |                |                |                |                |                |                |                |
| St. Gervais International         |                |                |                |                |                | 1°             |                |                |                |                |                |                |                |
| Nazionali                         |                |                |                |                |                |                |                |                |                |                |                |                |                |
| Campionati statunitensi           | 3° N           | 1° J           | 8th            | 3°             |                |                | 2°             | 3°             | 2°             | 3°             | 2°             | 2°             | 3°             |
| Categorie: N = Novice; J = Junior |                |                |                |                |                |                |                |                |                |                |                |                |                |